# Clarafond-Arcine
Clarafond-Arcine é uma comuna francesa na região administrativa de Auvérnia-Ródano-Alpes, no departamento da Alta Saboia. Estende-se por uma área de 16.88 km². Em 2010 a comuna tinha 1 057 habitantes (densidade: 62,6 hab./km²).